# C'est du belge
C'est du belge est une émission de télévision belge hebdomadaire créée en 2005 à l'initiative de la RTBF et produite pendant 3 saisons par Belgavox et son directeur Philippe Fannoy et diffusée chaque vendredi soir à 20h15 sur la Une (RTBF).

## L'émission
Le 21 juillet 2003, lors des festivités commémorant ses 10 ans de règne, le roi Albert II monte sur scène, remercie les artistes belges du concert donné à cette occasion ainsi que le public de la Place Poelaert à Bruxelles et lance le désormais célèbre : « Was dat Belgisch ? C'est du belge ! »
Deux années plus tard, "C'est du Belge" est le titre d'un magazine hebdomadaire consacré aux talents belges. Qu’ils fassent rayonner la Belgique ici ou l’étranger, ils incarnent l’excellence Noir Jaune Rouge ! D’Alex Vizorek à Stéphane De Groodt, en passant par Matthias Schoenaerts, « C’est du Belge » les a suivis lors d’une folle journée pour des moments exclusifs. On y retrouve aussi les success-stories de notre pays, des portraits insolites, ainsi que les coulisses d’événements prestigieux. La saison est également ponctuée d’émissions spéciales, comme « Les meilleurs de l’année » qui récompense des talents dans différentes catégories. Aux côtés de Gerald Watelet, Anne-Laure Macq évoque nos madeleines de Proust dans la séquence « Et si tu n’existais pas », Charlotte Collard s’invite dans la cuisine privée des grands chefs, tandis que Marie-Hélène Vanderborght nous propose ses coups de cœur lifestyle.

## Présentation
Le magazine était présenté par Barbara Louys et Thomas Van Hamme. En 2011, quand ce dernier rejoint la chaîne privée RTL TVI, il est remplacé par Gérald Watelet qui présentait déjà des reportages dans cette émission. Depuis 2015, la présentation en duo a fait place à une présentation en solo par Gérald Watelet.

### Revue de presse
- Géry Brusselmans, « C'est  du belge Spéciale Hergé. Avant la diffusion du Secret de la Licorne, la RTBF s'offre un C'est du belge sur le papa de Tintin », Soir Mag, Groupe Rossel, Bruxelles, 14 décembre 2013,  (ISSN 1376-4853)